# Hydrocotyle lanipes
Hydrocotyle lanipes är en växtart i släktet Hydrocotyle och familjen araliaväxter.
Arten förekommer i Haiti. Den beskrevs av Ignatz Urban och Erik Leonard Ekman 1929.